# Charleville (Marne)
Pour les articles homonymes, voir Charleville.
Charleville est une commune française, située dans le département de la Marne en région Grand Est.

## Géographie

### Localisation
Charleville se trouve au sud-ouest du département de la Marne, en région Grand Est. La commune appartient à la région agricole de la Brie champenoise.
La commune de Charleville s'étend sur une superficie de 1 767 hectares. Sur son territoire, l'altitude varie de 188 à 216 mètres.
Par la route, Charleville se situe à 61 km de Châlons-en-Champagne, préfecture, à 40 km d'Épernay, sous-préfecture, et à 13 km de Sézanne, bureau centralisateur du canton de Sézanne-Brie et Champagne dont dépend Charleville depuis 2015. La commune fait en outre partie du bassin de vie de Sézanne.
Charleville est limitrophe de 6 communes :
|                 | Boissy-le-Repos         | Corfélix                      |
| Le Gault-Soigny | Charleville             | La Villeneuve-lès-Charleville |
|                 | Les Essarts-lès-Sézanne | Lachy                         |

### Hydrographie

#### Réseau hydrographique
La commune est dans la région hydrographique « la Seine de sa source au confluent de l'Oise (exclu) » au sein du bassin Seine-Normandie. Elle est drainée par le ru de Bonneval, le Fossé 01 du Pré le Prêtre et le ru de Saint-Martin,.
Le ru de Bonneval, d'une longueur de 19 km, prend sa source dans la commune et se jette  dans le Grand Morin à Joiselle, après avoir traversé cinq communes. 

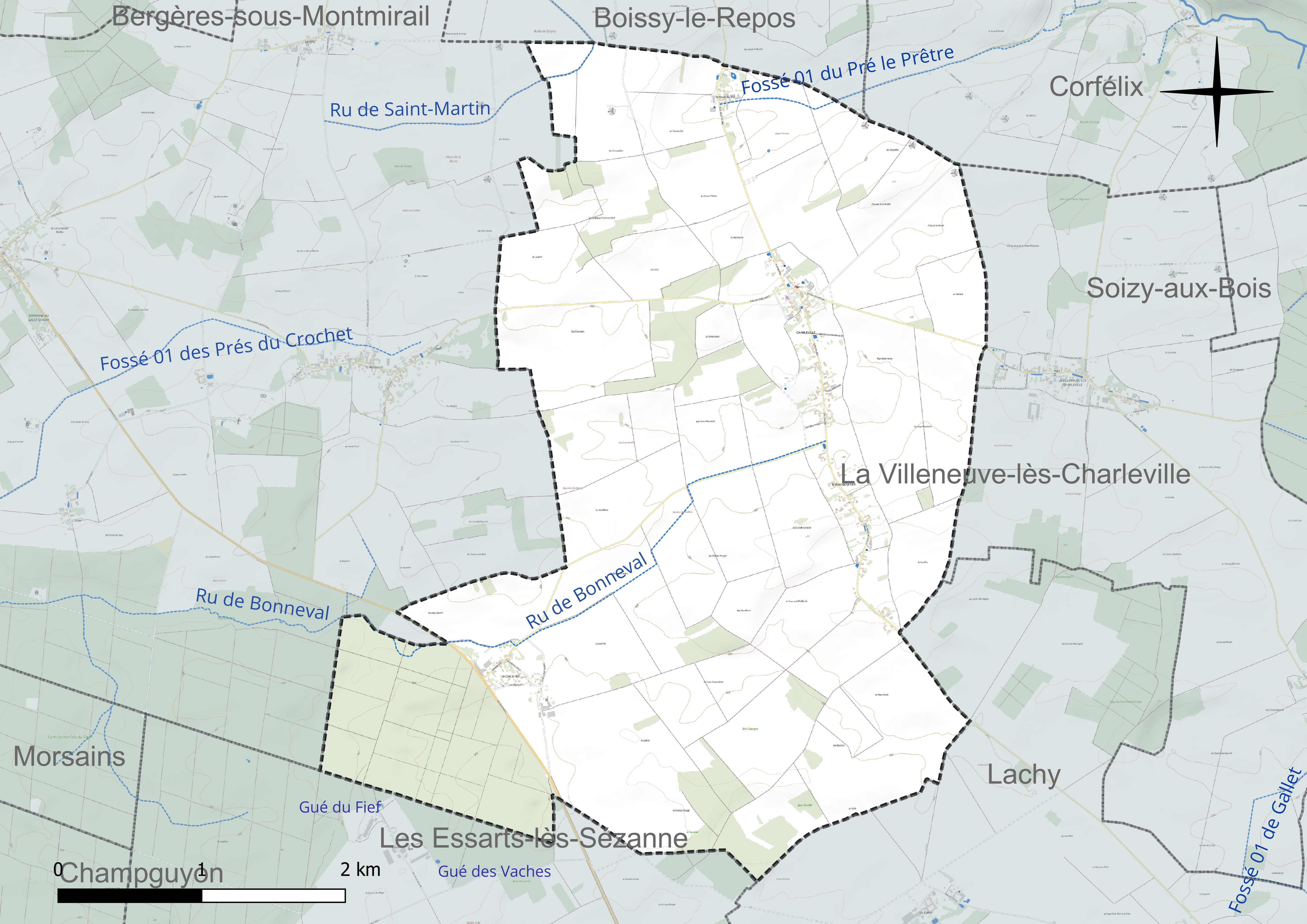
Réseau hydrographique de Charleville.

#### Gestion et qualité des eaux
Le territoire communal est couvert par le schéma d'aménagement et de gestion des eaux (SAGE) « Petit et Grand Morin ». Ce document de planification concerne le territoire des bassins versants du Petit Morin (630 km2) et du Grand Morin (1 185 km2) et se répartit sur trois départements (la Marne, l'Aisne et la Seine-et-Marne). Il a été approuvé le 21 octobre 2016. La structure porteuse de l'élaboration et de la mise en œuvre est le Syndicat mixte d'aménagement et de gestion des eaux (SMAGE) - EPAGE. 
La qualité des cours d’eau peut être consultée sur un site dédié géré par les agences de l’eau et l’Agence française pour la biodiversité. 

### Climat
Pour des articles plus généraux, voir Climat du Grand Est et Climat de la Marne.
En 2010, le climat de la commune est de type climat océanique dégradé des plaines du Centre et du Nord, selon une étude du Centre national de la recherche scientifique s'appuyant sur une série de données couvrant la période 1971-2000. En 2020, Météo-France publie une typologie des climats de la France métropolitaine dans laquelle la commune est exposée à un climat océanique altéré et est dans la région climatique  Nord-est du bassin Parisien, caractérisée par un ensoleillement médiocre, une pluviométrie moyenne régulièrement répartie au cours de l’année et un hiver froid (3 °C). 
Pour la période 1971-2000, la température annuelle moyenne est de 10,1 °C, avec une amplitude thermique annuelle de 15,9 °C. Le cumul annuel moyen de précipitations est de 762 mm, avec 11,9 jours de précipitations en janvier et 7,8 jours en juillet. Pour la période 1991-2020, la température moyenne annuelle observée sur la station météorologique de Météo-France la plus proche, « Esternay-Man », sur la commune d'Esternay à 12 km à vol d'oiseau, est de 10,9 °C et le cumul annuel moyen de précipitations est de 780,5 mm. 
La température maximale relevée sur cette station est de 42,5 °C, atteinte le 25 juillet 2019 ; la température minimale est de −25 °C, atteinte le 14 février 1956,,. 
Les paramètres climatiques de la commune ont été estimés pour le milieu du siècle (2041-2070) selon différents scénarios d'émission de gaz à effet de serre à partir des nouvelles projections climatiques de référence DRIAS-2020. Ils sont consultables sur un site dédié publié par Météo-France en novembre 2022.

### Milieux naturels et biodiversité
L'Inventaire national du patrimoine naturel (INPN) recense 295 espèces sur le territoire de la commune, dont 42 espèces protégées et 17 espèces menacées.
Aucune zone naturelle d'intérêt écologique, faunistique et floristique ou autre espace naturel protégé ne se trouve sur le territoire communal.

## Urbanisme

### Typologie
Au 1er janvier 2024, Charleville est catégorisée commune rurale à habitat très dispersé, selon la nouvelle grille communale de densité à sept niveaux définie par l'Insee en 2022.
Elle est située hors unité urbaine. Par ailleurs la commune fait partie de l'aire d'attraction de Sézanne, dont elle est une commune de la couronne,. Cette aire, qui regroupe 37 communes, est catégorisée dans les aires de moins de 50 000 habitants,.

### Occupation des sols
L'occupation des sols de la commune, telle qu'elle ressort de la base de données européenne d’occupation biophysique des sols Corine Land Cover (CLC), est marquée par l'importance des territoires agricoles (87,1 % en 2018), une proportion identique à celle de 1990 (87,1 %). La répartition détaillée en 2018 est la suivante : 
terres arables (81,7 %), forêts (12,9 %), zones agricoles hétérogènes (5,4 %).
L'évolution de l’occupation des sols de la commune et de ses infrastructures peut être observée sur les différentes représentations cartographiques du territoire : la carte de Cassini (XVIIIe siècle), la carte d'état-major (1820-1866) et les cartes ou photos aériennes de l'IGN pour la période actuelle (1950 à aujourd'hui).

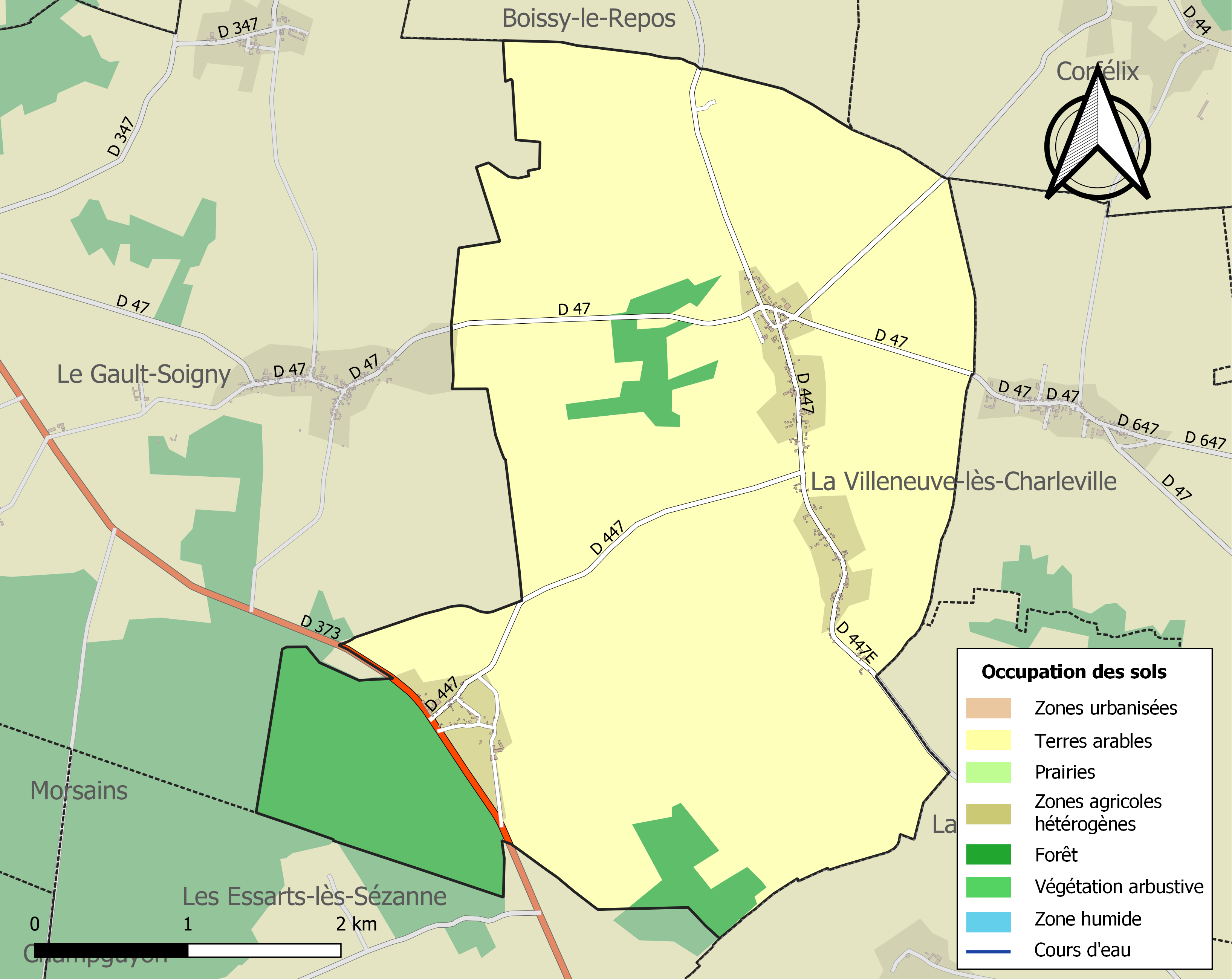
Carte des infrastructures et de l'occupation des sols de la commune en 2018 (CLC).

### Hameaux et écarts

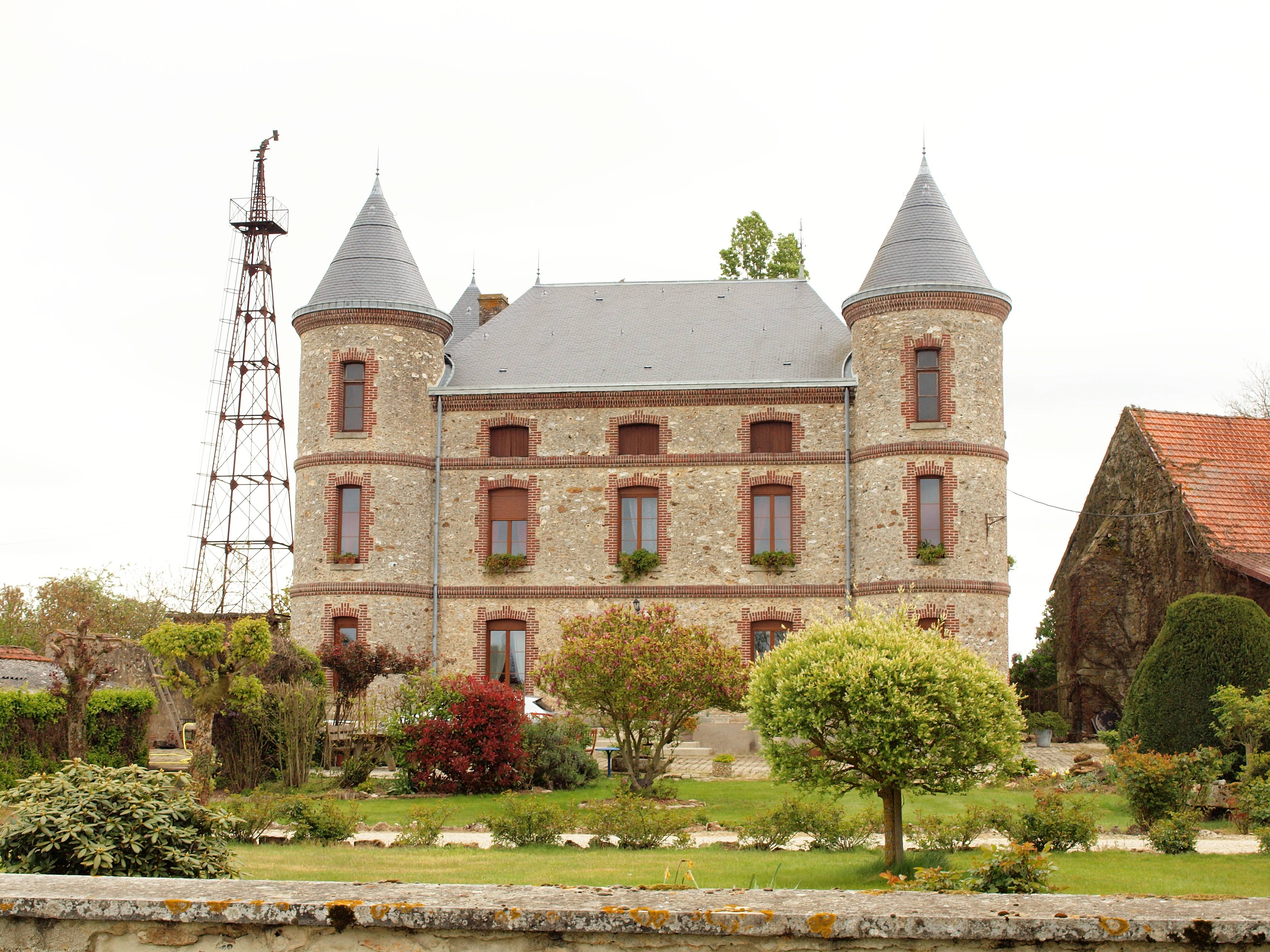
Le château du Clos le Roi.

Outre le village de Charleville, la commune comprend trois hameaux : le Bout du Val au nord de la commune à la source du fossé du Pré le Prêtre, le Bout de la Ville dans le prolongement sud de Charleville sur la RD447, et le Clos du Roi au sud-ouest, à l'entrée de la forêt domaniale du Gault.

### Habitat et logement
En 2021, Charleville compte 137 logements. Ces logements sont uniquement des maisons ; la commune ne comptant aucun appartement. En raison de la prévalence des maisons, les résidences principales de Charleville disposent en moyenne de 5 pièces.
Le tableau ci-dessous présente une comparaison de quelques indicateurs chiffrés du logement pour Charleville, la communauté de communes de la Brie champenoise (CCBC), le département de la Marne et la France entière :
|                                                            | Charleville | CCBC  | Marne   | France     |
| ---------------------------------------------------------- | ----------- | ----- | ------- | ---------- |
| Ensemble des logements                                     | 137         | 4 109 | 300 919 | 37 155 918 |
| Part des résidences principales (en %)                     | 75,2        | 80,9  | 87,5    | 82,2       |
| Part des résidences secondaires (en %)                     | 19,0        | 9,3   | 3,4     | 9,7        |
| Part des logements vacants (en %)                          | 5,8         | 9,8   | 9,1     | 8,1        |
| Part des propriétaires de leur résidence principale (en %) | 83,5        | 69,2  | 52,2    | 57,5       |

À Charleville, 75,2 % des logements sont en 2021 des résidences principales, 19 % des résidences secondaires et 5,8 % des logements vacants. Par ailleurs, 83,5 % des ménages sont propriétaires de leur résidence principale. Charleville se démarque ainsi par un nombre supérieur à la moyenne de résidences secondaires et de ménages propriétaires de leur résidence principale.
Parmi les 103 résidences principales construites avant 2019, 35,8 % avaient été construites avant 1919, 18,4 % entre 1919 et 1945, 6,8 % entre 1946 et 1970, 19,4 % entre 1971 et 1990, 14,6 % entre 1991 et 2005 et 4,9 % depuis 2006.
Le tableau ci-dessous présente l'évolution du nombre de logements sur le territoire de la commune, par catégorie, depuis 1968 :
|                        | 1968 | 1975 | 1982 | 1990 | 1999 | 2010 | 2015 | 2021 |
| ---------------------- | ---- | ---- | ---- | ---- | ---- | ---- | ---- | ---- |
| Résidences principales | 59   | 53   | 51   | 59   | 63   | 101  | 103  | 103  |
| Résidences secondaires | 18   | 34   | 49   | 57   | 58   | 37   | 22   | 26   |
| Logements vacants      | 7    | 11   | 8    | 10   | 11   | 8    | 23   | 8    |
| Total                  | 84   | 98   | 108  | 126  | 132  | 146  | 148  | 137  |

### Voies de communications et transports
La route départementale 373 (ancienne route nationale 373) passe au sud-ouest de la commune, qu'elle relie à Sézanne au sud et Montmirail au nord-ouest. La route départementale 447 traverse la commune en provenance de Boissy-le-Repos au nord et jusqu'à la RD 373. Le village est également traversé par la route départementale 47 entre Le Gault-Soigny à l'ouest (vers la RD 373) et La Villeneuve-lès-Charleville à l'est (vers la RD 951, ancienne route nationale 51 entre Épernay et Sézanne).

## Toponymie
Le nom de la localité est attesté sous les formes Villa Caroli (1063) ; Carlivilla, Carrivilla (1110) ; Carolivilla (1179) ; Karoli Villa (commencement XIIIe siècle) ; Charlivile, Charleville (vers 1222) ; Challeville (vers 1274) ; Cherleville (1491) ; Charville (1499).

## Histoire
Le 6 septembre 1914 les 2e et 47e régiments d'infanterie venant de Sézanne par Lachy, occupent le village de Charleville face aux Allemands qui occupent Le Recoude. Charleville ne fut jamais prise par les Allemands contrairement à La Villeneuve-les-Charleville qui fut plusieurs fois prise et reprise. L'ancienne école dont le bâtiment existe toujours derrière l'église Saint-Pierre fut canonnée et partiellement détruite. Une stèle à la sortie de Charleville vers Le Recoude, rappelle la mort de 600 fantassins du 2e R.I aux combats du 6 septembre 2014.

## Politique et administration

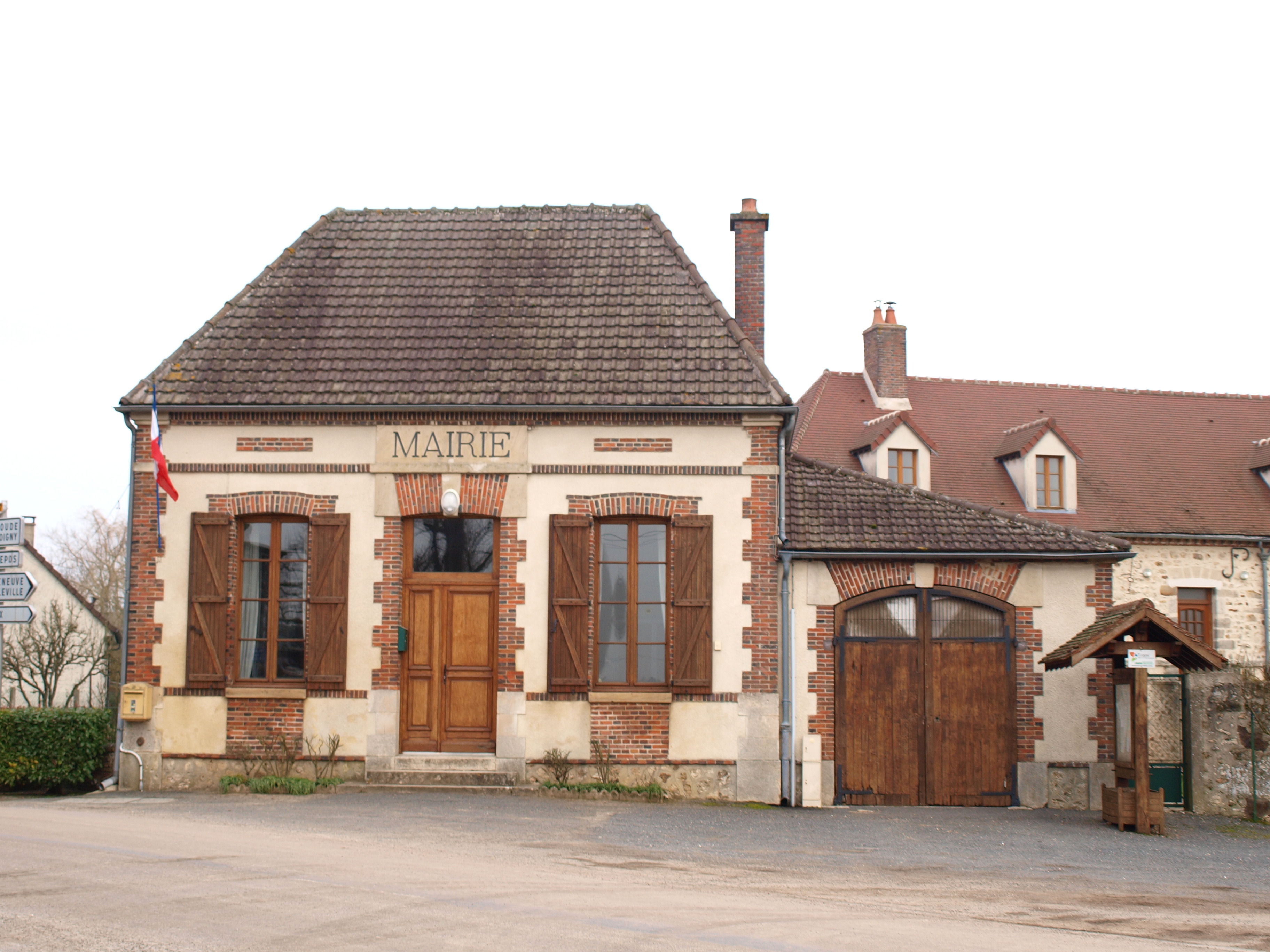
La mairie de Charleville.

| Période                                  | Période                      | Identité        | Étiquette | Qualité                        |
| ---------------------------------------- | ---------------------------- | --------------- | --------- | ------------------------------ |
| Les données manquantes sont à compléter. |                              |                 |           |                                |
| avant 1988                               | ?                            | Pierre Perdreau |           |                                |
| 1990                                     | 2008                         | Christian Lebon |           |                                |
| 2008                                     | En cours (au 4 juillet 2014) | Thierry Lebon   |           | Réélu pour le mandat 2014-2020 |

## Équipements et services publics

### Eau et déchets
L'approvisionnement en eau potable et l'assainissement des eaux usées sont des compétences de la communauté de communes de la Brie champenoise. Charleville est alimentée en eau potable par un captage situé sur le territoire communal. La production et la distribution d'eau potable font l'objet d'une délégation de service public confiée à Suez jusqu'en 2028. L'assainissement y est non collectif.
La communauté de communes est également compétente en matière de déchets. La collecte des ordures ménagères résiduelles (en bac) et des déchets recyclables (en sacs translucides jaunes) est réalisée en porte à porte. La communauté de commune adhérant au syndicat de valorisation des ordures ménagères de la Marne (SYVALOM), ces déchets sont amenés au centre de transfert départemental de Sézanne puis valorisés sur le site de La Veuve. La communauté de communes propose des composteurs individuels à tarif réduit pour les biodéchets. La collecte du verre et des textiles se fait en apport volontaire. Pour les autres déchets, l'unique déchèterie de la communauté de communes est située à Montmirail, dans le hameau de Maclaunay. La collecte des déchets et la gestion de la déchèterie sont confiées à des entreprises privées par marchés publics.

### Enseignement

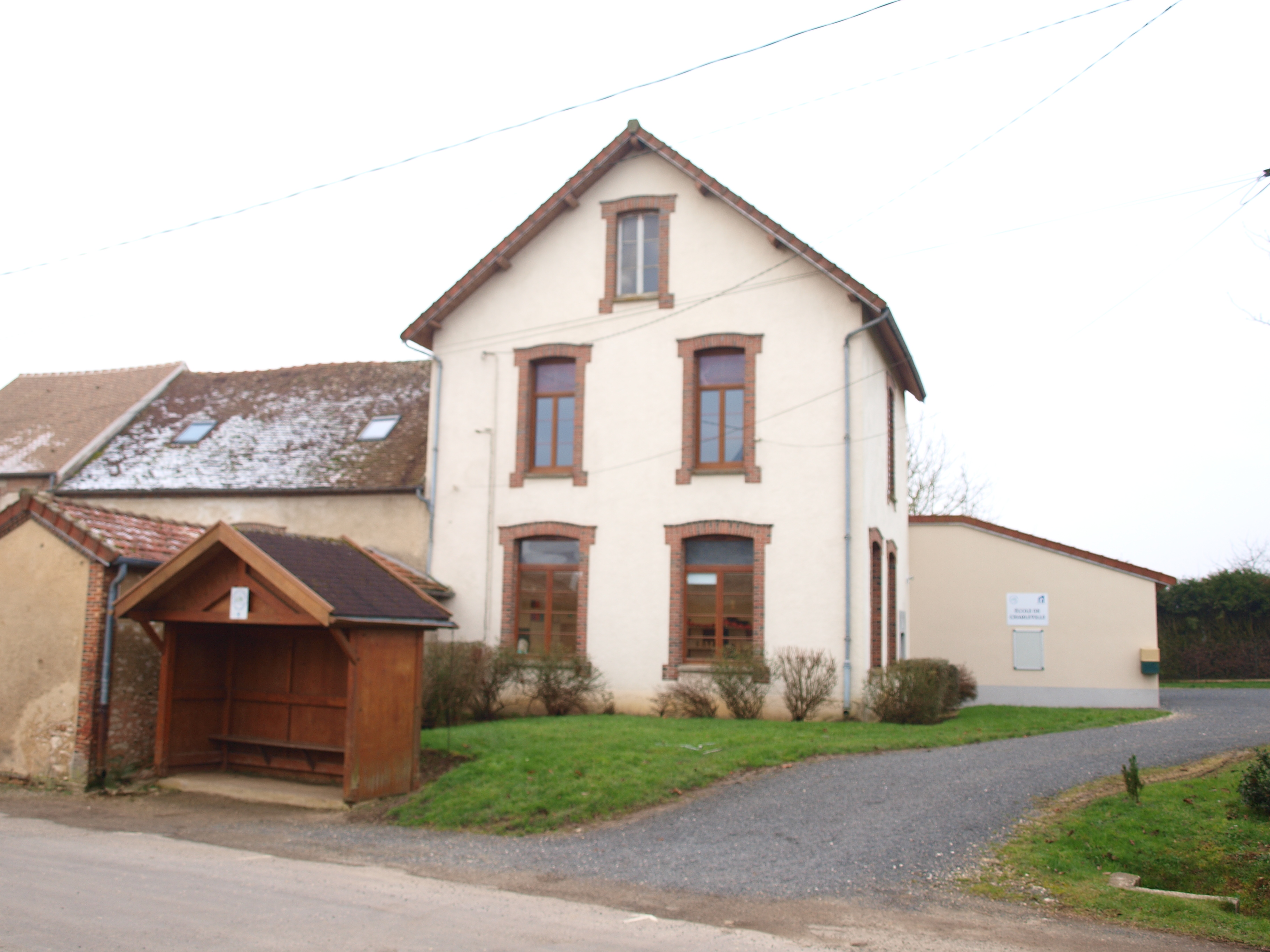
L'école de Charleville.

Charleville fait partie de l'académie de Reims.
La commune appartient au regroupement pédagogique de Charleville-Le Gault-Soigny, composé de Charleville, Le Gault-Soigny, Morsains, Tréfols, Soizy-aux-Bois et La Villeneuve-lès-Charleville. L'école primaire du Gault-Soiny, située place de la Mairie, accueille 62 élèves (chiffres 2024-2025) de maternelle, du CM1 et CM2. L'école élémentaire de Charleville, située place de l'Église, accueille 44 élèves (chiffres 2024-2025) du CP au CE2.
Les jeunes de Charleville sont ensuite rattachés au collège et au lycée La Fontaine du Vé de Sézanne,.

### Postes et télécommunications
Une boîte aux lettres de La Poste se trouve sur le territoire de la commune, place de l'Église. Les bureaux de poste les plus proches sont situés à Baye et Sézanne.

### Justice, sécurité et secours
Du point de vue judiciaire, Charleville relève du conseil de prud'hommes d'Épernay, du tribunal de commerce de Reims, du tribunal judiciaire, du tribunal paritaire des baux ruraux et du tribunal pour enfants de Châlons-en-Champagne, dans le ressort de la cour d'appel de Reims. Pour le contentieux administratif, la commune dépend du tribunal administratif de Châlons-en-Champagne et de la cour administrative d'appel de Nancy.
Charleville est située en secteur Gendarmerie nationale et dépend de la brigade de Montmirail.
En matière d'incendie et de secours, les centres d'incendie et de secours les plus proches sont ceux de Montmirail et Sézanne, dépendant du Service départemental d'incendie et de secours (SDIS) de la Marne.

## Population et société

### Démographie
L'évolution du nombre d'habitants est connue à travers les recensements de la population effectués dans la commune depuis 1793. Pour les communes de moins de 10 000 habitants, une enquête de recensement portant sur toute la population est réalisée tous les cinq ans, les populations de référence des années intermédiaires étant quant à elles estimées par interpolation ou extrapolation. Pour la commune, le premier recensement exhaustif entrant dans le cadre du nouveau dispositif a été réalisé en 2005.

En 2022, la commune comptait 260 habitants, en évolution de +6,56 % par rapport à 2016 (Marne : −1,19 %, France hors Mayotte : +2,11 %).
| 1793 | 1800 | 1806 | 1821 | 1831 | 1836 | 1841 | 1846 | 1851 |
| ---- | ---- | ---- | ---- | ---- | ---- | ---- | ---- | ---- |
| 264  | 354  | 350  | 356  | 382  | 373  | 400  | 418  | 425  |

| 1856 | 1861 | 1866 | 1872 | 1876 | 1881 | 1886 | 1891 | 1896 |
| ---- | ---- | ---- | ---- | ---- | ---- | ---- | ---- | ---- |
| 428  | 518  | 523  | 450  | 444  | 403  | 395  | 402  | 409  |

| 1901 | 1906 | 1911 | 1921 | 1926 | 1931 | 1936 | 1946 | 1954 |
| ---- | ---- | ---- | ---- | ---- | ---- | ---- | ---- | ---- |
| 389  | 358  | 341  | 297  | 305  | 299  | 293  | 292  | 285  |

| 1962 | 1968 | 1975 | 1982 | 1990 | 1999 | 2005 | 2006 | 2010 |
| ---- | ---- | ---- | ---- | ---- | ---- | ---- | ---- | ---- |
| 231  | 205  | 159  | 136  | 146  | 160  | 217  | 222  | 272  |

| 2015 | 2020 | 2022 | - | - | - | - | - | - |
| ---- | ---- | ---- | - | - | - | - | - | - |
| 249  | 254  | 260  | - | - | - | - | - | - |

### Cultes
Pour le culte catholique, Charleville dépend de la paroisse Sainte-Léonie-Aviat - Le Sézannais, au sein du diocèse de Châlons-en-Champagne.

### Médias
La presse écrite régionale comprend le quotidien L'Union, le bi-hebdomadaire Le Pays briard et l'hebdomadaire L'Hebdo du vendredi.
Parmi les stations de radio locales, il est possible de citer Ici Champagne-Ardenne et Champagne FM.

## Culture locale et patrimoine

### Lieux et monuments

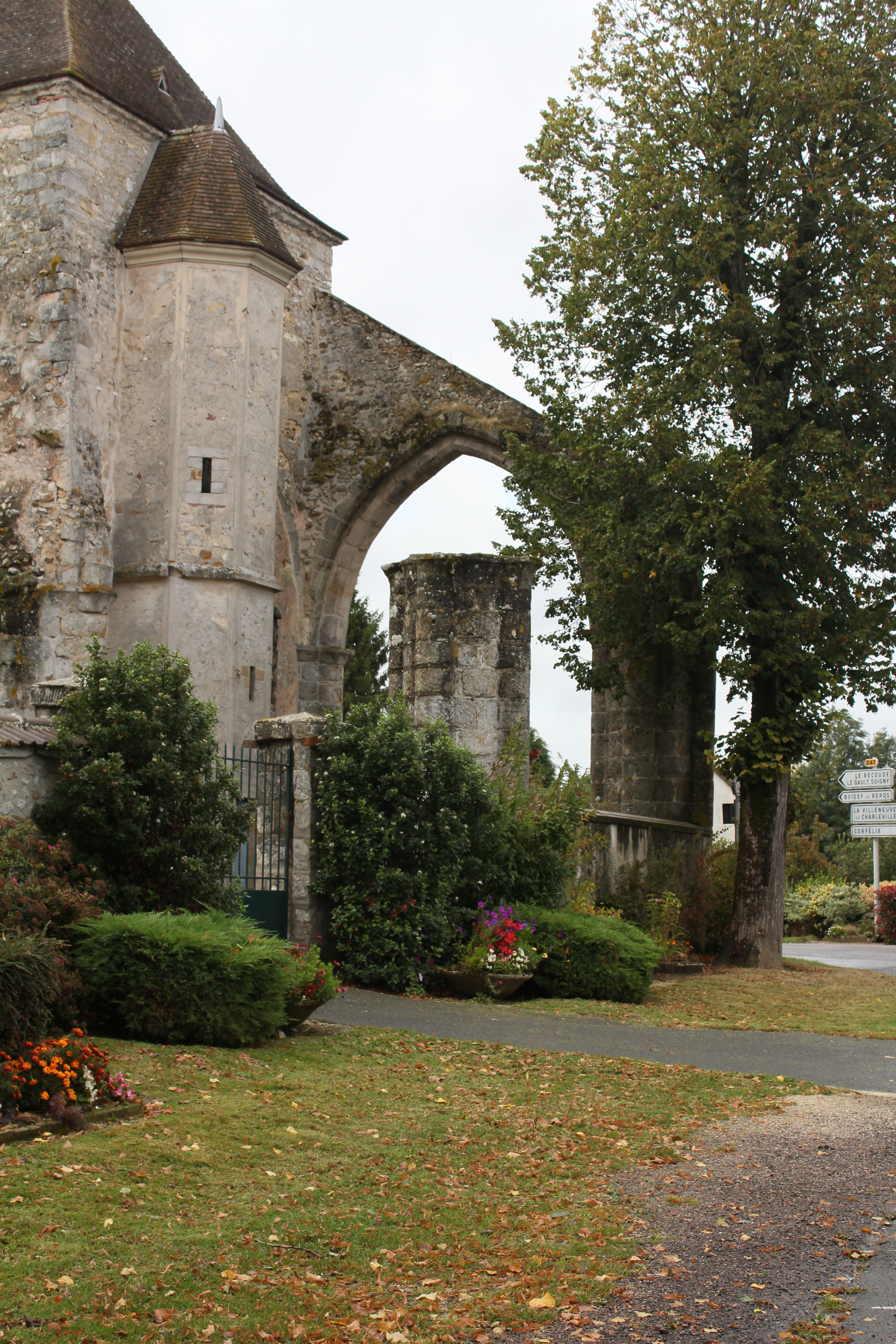
L'arcade de l'église Saint-Pierre.

- L'église Saint-Pierre date du XVe siècle. Elle est classée monument historique depuis le 20 décembre 1920[44].
- Stèle sur bord de route Charleville-Le Recoude rappelant le sacrifice de 600 fantassins du 2e régiment d'Infanterie morts aux combats de la 1re bataille de la Marne le 6 septembre 1914.